# Alberto Salucci
Alberto Salucci (Portoferraio, 24 gennaio 1864 – Roma, 20 dicembre 1942) è stato un magistrato e politico italiano.

## Biografia
In magistratura dal 1885, è stato pretore a Sezze, Pieve Santo Stefano, Fucecchio e Roma (1ª e 2ª pretura urbana), procuratore del Re ad Avezzano, Firenze, San Miniato, Portoferraio (con funzioni di procuratore capo), Spoleto e Catanzaro. 
È stato avvocato generale dello Stato e procuratore generale presso le corti di appello dell'Aquila e di Roma, e in questa veste ha rappresentato l'ufficio del pubblico ministero nel processo di Chieti contro gli esecutori del rapimento e dell'omicidio di Giacomo Matteotti.
In seguito «sarà assegnato nel luglio del 1927 alla Procura generale della Corte di Appello dell’Aquila; presiederà il Tribunale delle acque pubbliche dal febbraio del 1929 al dicembre del 1931, quando diventerà procuratore generale della Corte di Appello di Roma e procuratore generale onorario della Corte di Cassazione; verrà nominato senatore nell’aprile del 1934».